# St Stephens (Hertfordshire)
St Stephens – była wieś, teraz część miasta St Albans, w Anglii, w hrabstwie Hertfordshire. Leży 20 km na zachód od miasta Hertford i 31 km na północny zachód od centrum Londynu.